# Megachile rugosa
Megachile rugosa är en biart som beskrevs av Smith 1879. Megachile rugosa ingår i släktet tapetserarbin, och familjen buksamlarbin. Inga underarter finns listade i Catalogue of Life.